# Simone Oudin
Pour les articles homonymes, voir Oudin.
Simone Oudin, née le 19 septembre 1929 à Vesoul, est une peintre et pastelliste française.
Marquée par le travail de Gustave Moreau, elle fréquenta l'Académie de la Grande Chaumière à Paris. Bien qu'étant autodidacte, elle participa à plusieurs salons, notamment à Paris (1990) et à Bordeaux (1994),.
Depuis 1999, Simone Oudin est mentionnée dans le dictionnaire de référence des artistes, le Bénézit.